# Alberto Crespo
Alberto Crespo (16. ledna 1920 Buenos Aires – 14. srpna 1991 Buenos Aires), byl argentinský automobilový závodník, účastník mistrovství světa Formule 1.

## Kariéra ve Formuli 1
Jediný podnik Mistrovství světa, který Alberto absolvoval, byla Grand Prix Itálie 1952.
V týmu Enrico Plate na voze Maserati 4CLT/48 se však nedokázal kvalifikovat. Jeho Maserati na pneumatikách Pirelli mělo startovní číslo 58. Jeho stájovým kolegou byl Toulo de Graffenried.

## Kompletní výsledky ve Formuli 1
| Legenda k tabulce | Legenda k tabulce                                                                       |
| Barva             | Výsledek                                                                                |
| ----------------- | --------------------------------------------------------------------------------------- |
| Zlatá             | Vítěz                                                                                   |
| Stříbrná          | 2. místo                                                                                |
| Bronzová          | 3. místo                                                                                |
| Zelená            | Bodované umístění                                                                       |
| Modrá             | Nebodované umístění                                                                     |
| Modrá             | Dokončil neklasifikován (NC)                                                            |
| Fialová           | Odstoupil (Ret)                                                                         |
| Červená           | Nekvalifikoval se (DNQ)                                                                 |
| Červená           | Nepředkvalifikoval se (DNPQ)                                                            |
| Černá             | Diskvalifikován (DSQ)                                                                   |
| Bílá              | Nestartoval (DNS)                                                                       |
| Bílá              | Závod zrušen (C)                                                                        |
| Světle modrá      | Pouze trénoval (PO)                                                                     |
| Světle modrá      | Páteční testovací jezdec (TD)                                                           |
| Bez barvy         | Netrénoval (DNP)                                                                        |
| Bez barvy         | Vyřazen (EX)                                                                            |
| Bez barvy         | Nepřijel (DNA)                                                                          |
| Bez barvy         | Odvolal účast (WD)                                                                      |
| Bez barvy         | Nezúčastnil se (prázdné)                                                                |
| Označení          | Význam                                                                                  |
| Tučnost           | Pole position                                                                           |
| Kurzíva           | Nejrychlejší kolo                                                                       |
| †                 | Jezdec nedojel do cíle, ale byl klasifikován, protože odjel více než 90 % délky závodu. |
| ‡                 | Byl udělován poloviční počet bodů, protože bylo odjeto méně než 75 % délky závodu.      |
| Horní index       | Umístění bodujících jezdců ve sprintu                                                   |

| Rok  | Tým          | Šasi             | Motor                     | 1   | 2   | 3   | 4   | 5   | 6   | 7   | 8       | Umístění | Body |
| ---- | ------------ | ---------------- | ------------------------- | --- | --- | --- | --- | --- | --- | --- | ------- | -------- | ---- |
| 1952 | Enrico Platé | Maserati 4CLT/48 | Maserati/Platé Straight-4 | SUI | 500 | BEL | FRA | GBR | GER | NED | ITA DNQ | NC       | 0    |

## Nemistrovské závody
- Rok 1952
  - GP d'Albi v týmu Automobiles Talbot-Darracq SA s vozem Talbot Lago T26 – dokončil 4.
  - GP Mail Trophy v týmu Anthony Lago s vozem Talbot Lago T26 – dokončil 10.
  - GP du Comminges Scuderia Bandeirantes s vozem Maserati A6GCM – nedokončil.
  - GP de la Baulle v týmu Enrico Plate s vozem Maserati 4CLT/48 – dokončil 6.
  - GP de Cadours v týmu Enrico Plate s vozem Maserati 4CLT/48 – nedokončil.
- Rok 1953
  - GP de Buenos Aires se soukromým vozem Alfa Romeo 8C-2900A – dokončil 11.